# Мурманская епархия
Му́рманская епа́рхия — епархия Русской православной церкви, объединяющая приходы и монастыри в юго-западной части Мурманской области (в границах городских округов Мурманск, Апатиты, Кировск, Мончегорск, Оленегорск, Полярные Зори, а также Кандалакшского, Ковдорского и Кольского районов). Входит в состав Мурманской митрополии.
Кафедральный собор — Никольский в Мурманске. С 26 февраля 2019 года епархией управляет митрополит Митрофан (Баданин).

## История
Образована постановлением Священного Синода в заседании 27 декабря 1995 года путём выделения приходов новообразованной епархии из состава Архангельской епархии.
Начиная с 2003 года, по благословению Патриарха Алексия II, установлено празднование Собора Кольских святых — в день памяти преподобного Трифона Печенгского, 28 декабря.
2 октября 2013 года решением Священного Синода из состава Мурманской епархии была выделена Североморская епархия. Обе епархии вошли в состав образованной в тот же день Мурманской митрополии.

## Епископы
- 27 декабря 1995 — 26 февраля 2019 — Симон (Гетя)
- с 26 февраля 2019 года — Митрофан (Баданин)

## Благочиния
По состоянию на октябрь 2022 года епархия разделена на 8 церковных округов:
- Апатитское благочиние
- Кандалакшское благочиние
- Ковдорское благочиние
- Кольское благочиние
- Мончегорское благочиние
- Хибиногорское благочиние
- Центральное Романов-на-Мурмане благочиние
- Южное Романов-на-Мурмане благочиние

## Монастыри
- Хибиногорский Казанский монастырь (женский; Кировск)
- Архиерейское Свято-Феодоритовское подворье (мужской; Мурманск) — преобразовано 11 марта 2020 года в Свято-Троицкий Феодоритов Кольский мужской монастырь города Мурманска[4].

## Приходы

### Кандалакшское благочиние
Кандалакшское благочиние объединяет 8 храмов и часовню в: городе Кандалакша, селе Алакуртти, посёлке Зеленоборский и населённых пунктах Белое Море, Зареченск, Нивский.
Благочинный — иерей Валентин (Маснев), настоятель Церкви Рождества Иоанна Предтечи, город Кандалакша.
Кандалакша:
- Церковь Рождества Иоанна Предтечи;
- Церковь святой равноапостольной Нины[6];
- Часовня Архангела Михаила (в узловой больнице);
- Трифоновская часовня (в доме престарелых).

Алакуртти:
- Церковь Святого благоверного великого князя Александра Невского.

Белое Море:
- Церковь преподобного Сергия Радонежского.

Зеленоборский:
- Церковь Святого великомученика Георгия Победоносца,
- Часовня святой Елизаветы Феодоровны (при ФКУ ИК-20).

Зареченск:
- Церковь святого Иова Многострадального.

Ковда:
- Церковь Николая Чудотворца.

Нивский:
- Церковь Пророка Илии.

Первый храм прихода появился в Кандалакше в 1526 году. После на протяжении нескольких веков существовали: Кандалакшский монастырь, церковь Иоанна Предтечи и храм Иоана предтечи. Так же к благочинию были приписаны множество других храмов Кольского полуострова.

### Ковдорское благочиние
Ковдорское благочиние объединяет 4 храма в городах Ковдор и Полярные Зори и в сёлах Ёнский и Африканда.
Благочинный — иеромонах Архипп (Кужаков), настоятель Успенской церкви, город Ковдор.
- Успенская церковь (Ковдор)[9];
- Церковь иконы Божией Матери «Умиление» (Ёнский);
- Свято-Троицкая церковь (Полярные Зори);
- Церковь Страстотерпца царя Николая (Африканда);

### Кольское благочиние
Кольское благочиние объединяет 10 храмов и 2 часовни в 5 населённых пунктах.
Благочинный — протоиерей Андрей Разинков, настоятель Благовещенской церкви.
Кола:
- Благовещенская церковь;
- Церковь Святого преподобного Варлаама Керетского.

Кильдинстрой:
- Церковь Св. блаж. Ксении Петербургской.

Мурмаши:
- Церковь Владимирской иконы Божией Матери.
- Церковь Св. вмц. Екатерины.
- Церковь иконы Божией Матери «Всех скорбящих радость».
- Церковь святых апостолов Петра и Павла.

Тулома:
- Церковь Святой равноапостольной царицы Елены.

Верхнетуломский
- Церковь Рождества Пресвятой Богородицы.

Кольский район:
- Храм в честь благоверного князя Игоря Черниговского (турбаза «Каравелла», 25 км Ленинградского шоссе);
- Храм преподобной Феодоры Константинопольской (7-8 км автодороги Кола-Мурмаши)
- Часовня святой блаженной Ксении Петербургской (турбаза «Лесная»);
- Часовня святителя Николая Чудотворца (39 км Марфинской дороги).

### Мурманское благочиние
Мурманское благочиние объединяет 12 храмов, 11 часовен и подворье Трифонов Печенгского мужского монастыря в Мурманске, храм в селе Минькино и храм в Киркенесе.
Благочинный — протоиерей Андрей Амелин, настоятель храма Спаса на водах города Мурманска.
Мурманск:
- Свято-Никольский кафедральный собор;
- Церковь Святого великомученика и целителя Пантелеимона;
- Церковь Святого благоверного равноапостольного великого князя Владимира;
- Церковь Спаса на водах;
- Церковь Святого исповедника архиепископа Луки;
- Церковь Введения во храм Пресвятой Богородицы;
- Церковь Всех святых;
- Церковь Святого преподобного Трифона Печенгского;
- Церковь святой блаженной Матроны Московской;
- Подворье Трифонов Печенгского мужского монастыря;
- Храм Архангела Михаила (Росляково)
- Храм в честь Святой Феодоры Цареградской (Мурманское городское кладбище, расположенное на 7-8 км автодороги Кола — Мурмаши);
- Часовня иконы Божией Матери «Целительница» (в Мурманской областной больнице);
- Часовня святого праведного Иова Многострадального (в онкологическом отделении Мурманской областной больницы);
- Часовня Спаса Нерукотворенного Образа;
- Часовня иконы Божией Матери «Феодоровская» (в роддоме № 2);
- Часовня Серафима Саровского (в доме-интернате для инвалидов и престарелых);
- Часовня Казанской иконы Божией Матери;
- Часовня великомученицы Анастасии Узорешительницы;
- Часовня иконы Божией Матери «Спорительница хлебов»;
- Мемориальная часовня святителя Николая Чудотворца;
- Часовня Владимирской иконы Божией Матери (в Мурманском областном консультативно-диагностическом центре);
- Часовня иконы Божией Матери «Семистрельная» (в филиале Мурманского областного психоневрологического диспансера);

Минькино:
- Церковь святой великомученицы Варвары.

Норвегия, Киркенес:
- Церковь Преподобного Трифона Печенгского.

### Мончегорское благочиние
Мончегорское благочиние объединяет 8 храмов и 4 часовни в 7 населённых пунктах.
Благочинный — протоиерей Иоанн Баюр, настоятель Вознесенского кафедрального собора, город Мончегорск.
Мончегорск:
- Вознесенский кафедральный собор;
- Пантелеимоновская часовня (Мончегорская ЦГБ);
- Пантелеимоновская часовня (в доме милосердия).

Оленегорск:
- Церковь Преподобного Димитрия Прилуцкого;
- Часовня иконы Божией Матери «Всецарица» (Оленегорская ЦГБ)

Высокий:
- Церковь Святого Александра Невского.

Ловозеро:
- Богоявленская церковь.

Протоки (Оленегорск-1):
- Церковь Преподобных Оптинских старцев.

Ревда:
- Покровская церковь;
- Церковь Святых мучеников Царских;
- Часовня святителя Николая Чудотворца.

Большое Рамозеро (Оленегорск-2):
- Церковь Серафима Саровского.

### Хибиногорское благочиние
Хибиногорское благочиние объединяет 4 храма, 5 часовен и монастырь в городах Апатиты, Кировск и населённом пункте Коашва.
Благочинный — протоиерей Василий Данилец, настоятель храма Новомучеников и Исповедников Российских, город Апатиты.
Апатиты:
- Храм Новомучеников и Исповедников Российских;
- Церковь Иверской иконы Божией Матери;
- Церковь Успения Пресвятой Богородицы;
- Часовня святой блаженной Феодоры. (9 км автодороги Апатиты-Кировск)

Кировск:
- Хибиногорский женский монастырь;
- Церковь Спаса Нерукотворного Образа;
- Часовня Казанской иконы Божией Матери (в здании АО Апатит)
- Часовня преподобного Сергия Радонежского (в Полярно-альпийском ботаническом саду).

Коашва:
- Часовня святой Варвары (в жилом доме)[14]
- Часовня Макария Великого (18 км шоссе)[15]